# Isabel Bishop
Pour les articles homonymes, voir Bishop.

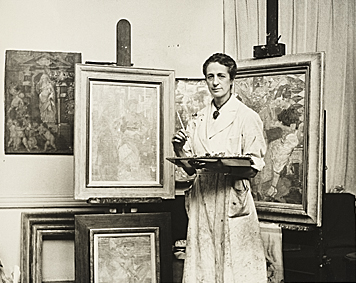
Isabel Bishop dans son atelier.

Isabel Bishop, née le 3 mars 1902 à Cincinnati et morte le 19 février 1988 à New York, est une peintre américaine qui a représenté des scènes urbaines de Union Square, New York, des années 1930 aux années 1970. Elle est surtout connue pour sa représentation de femmes américaines et en tant que membre principal de la Fourteenth Street School of artists.

## Biographie

### Jeunesse et formation
Isabel Bishop naît le 3 mars 1902 à Cincinnati dans l'Ohio. Ses parents descendent de vieilles familles mercantiles de la côte Est, riches et très instruites. Son père est un érudit de grec et de latin, et sa mère est une écrivaine en herbe ainsi qu'une militante précoce pour le suffrage féminin. Après le déménagement de la famille à Detroit, Bishop commence son éducation artistique à l'âge de 12 ans dans un cours de dessin du samedi matin à la John Wicker Art School à Detroit. Après avoir obtenu son diplôme d'études secondaires, Bishop déménage à New York pour poursuivre une carrière de graphiste.
À l'âge de 16 ans, elle s'installe à New York pour étudier l'illustration à la New York School of Applied Design for Women. Après deux ans, elle passe de l'illustration à la peinture et participe à la Art students League pendant quatre ans, jusqu'en 1924. C'est là qu'elle étudie avec Guy Pène du Bois et avec Kenneth Hayes Miller, dont elle adapte une technique qui doit beaucoup à la peinture flamande baroque. En outre, elle apprend d'autres modernistes, dont Max Weber et Robert Henri. Au début des années 1920, elle étudie et peint à Woodstock, dans l'État de New York. En 1963, elle se rend à l'école des beaux-arts de l'Université de Yale, New Heaven.

### Carrière
Au cours des années 1920 et 1930, elle développe un style de peinture réaliste, dépeignant principalement des femmes dans leur routine quotidienne dans les rues de Manhattan. Son travail est grandement influencé par Pierre Paul Rubens et d'autres peintres hollandais et flamands qu'elle avait découverts lors de ses voyages en Europe. En 1932, Bishop commence à exposer fréquemment ses œuvres dans les Midtown Galleries nouvellement ouvertes, où ses œuvres seraient représentées tout au long de sa carrière.
En 1934, elle épouse le Dr Harold G. Wolff, neurologue, et déménage à Riverdale New York. Cependant, elle continue à travailler dans un studio de loft près de Union Square au 9 West de la 14e rue, qu'elle continue à utiliser jusqu'en 1984. Elle s'intéresse à l'interaction de la forme et du sol et à la mobilité de la vie quotidienne, ce qu'elle appelle « l'unifixité », la vie et le mouvement capturés sur la toile. Son style se distingue par sa modélisation sensible de la forme et « une nacre sous-marine et une densité d'atmosphère ». Pendant ce temps, Bishop commence à travailler dans diverses techniques d'impression, notamment l'aquatinte.
Son travail est inclus dans les trois premières itérations de la Biennale du Whitney en 1932, 1934 et 1936, ainsi que dans dix expositions annuelles subséquentes au Whitney Museum of American Art. Elle retourne à l'Art students League comme  instructrice de 1936 à 1937. En 1940, Bishop est élue membre associé de la National Academy of Design et devient membre à part entière en 1941.
En 1938, elle peint une murale de bureau de poste, Great Men Came from the Hills, à New Lexington, Ohio, par l'intermédiaire de la Section de la peinture et de la sculpture.

« Dans la murale d'Isabel Bishop pour New Lexington, des personnages historiques de la ville admirent leurs réalisations à travers la vallée, où l'on voit les formes et les silhouettes de bâtiments lointains. L'artiste, originaire de New York, découvre que les habitants de la ville sont fiers des gens distingués qui viennent du comté de Perry. Elle comprenait un soldat révolutionnaire, un gouverneur du Wisconsin, un fondateur de New Lexington et son petit-fils, un auteur d'ouvrages de référence sur l'Ohio, le développeur de l'industrie du charbon, un sénateur, un journaliste, un naturaliste, le premier historien du comté et le général Sheridan »

— Selon l'Ohio Historical Society.
Les œuvres matures de Bishop représentent principalement les habitants du quartier Union Square de New York. Ses portraits sont souvent des études de têtes individuelles (voir Laughing Head, 1938, Butler Institute of American Art) ; l'accent est mis en toute sécurité sur l'expression du sujet - ou de nus solitaires. Bishop a également été un pionnier dans les compositions à chiffres multiples, contenant souvent deux femmes engagées dans diverses interactions quotidiennes. Dans les années d'après-guerre, l'intérêt de Bishop s'est tourné vers des scènes plus abstraites de New-Yorkais marchant et voyageant, dans les rues ou dans le métro. Sa signature a changé plusieurs fois au cours de sa carrière, allant de l'utilisation de divers pseudonymes à des initiales ; certaines pièces anciennes sont signées I.B, ou I. Bishop en bloc et en caractères. Son travail reste significatif en tant qu'exemple des préoccupations thématiques de la Fourteenth St. School, ainsi que de sa contribution au féminisme et à la « nouvelle femme » qui émerge dans les paysages urbains. La Fourteenth Street School était un groupe vaguement affilié nommé d'après la zone autour de Union Square, où travaillaient l'évêque, Reginald Marsh, les frères  Raphael Soyer et Moses Soyer.
Au milieu des années 1940, E. P. Dutton demande à Bishop d'illustrer une nouvelle édition du roman de Jane Austen Orgueil et Préjugés. Bishop produit trente et un dessins à la plume (les originaux sont maintenant à la Pierpont Morgan Library).
La première exposition rétrospective de l'œuvre de Bishop a lieu de son vivant à l'Université de l'Arizona Museum of Art, en 1974.
Isabel Bishop meurt le 19 février 1988 à New York.

## Récompenses
En 1943, Bishop a reçu l'American Academy of Arts and Letters Award.
En 1979, le président Jimmy Carter lui a décerné le Prix pour réalisations artistiques exceptionnelles.
En 1987, elle a reçu une médaille d'or pour la peinture de l'American Academy of Arts and Letters.

## Œuvres notables
- Virgile et Dante dans Union Square, 1932, huile sur toile, Delaware Art Museum[13]. Cette pièce a été accrochée dans la maison de Bishop's Riverdale pendant plus de sept ans et a été le leitmotiv de sa carrière[14]. Enfant, Bishop s'est familiarisé avec l'histoire de Virgile et de Dante par l'intermédiaire de sa mère, qui traduisait le texte de l'italien. Le voyage de Dante à travers le ciel et l'enfer représentait la profondeur extraordinaire de la vie et ses nombreuses expériences. Les deux personnages qui se tiennent devant Union Square ajoutent un élément narratif à la scène animée de la vie dans une ville de plusieurs millions d'habitants, et mettent en scène ses diverses peintures et gravures de la vie urbaine.
- Deux Filles, 1935, huile et détrempe sur masonite[15], Metropolitan Museum of Art. L'une des œuvres les plus connues de Bishop, le tableau a mis plus d'un an à être terminé et a été exposé dans les Midtown Galleries[16]. Pour la pièce, Bishop avait deux connaissances de la pose de l'Union Square, voulant capturer l'interaction des deux personnages. La pièce a été peinte à l'huile et à la détrempe.
- Rencontre, 1940, huile et détrempe sur Masonite, Saint Louis Art Museum. Dans Rencontre, Bishop poursuit avec ses compositions à personnages multiples qui capturent une scène d'interaction entre un homme et une femme dans une rue de la ville. Sa représentation de la femme comme étant directe et confiante, s'approchant de l'homme et le soutenant contre un mur, illustre la compréhension de Bishop de l'évolution des rôles sexuels à l'époque.
- Tidying Up, 1941, huile sur masonite, musée d'Art d'Indianapolis ; représente une jeune employée de bureau en train de vérifier ses dents dans un miroir compact. L'image disgracieuse de l'auto-inspection correspond au réalisme de Bishop et à son intérêt pour la vie quotidienne des femmes qui travaillent. Les coups de pinceau bruts et la texture de la surface montrent un intérêt pour les vieilles peintures de maîtres.

## Postérité
- Les documents Isabel Bishop Papers (1914-1983) ont été numérisés et mis en ligne par les Archives of American Art, de la Smithsonian Institution[17]. Ces documents historiques de première main comprennent des documents biographiques, de la correspondance, des écrits et des notes, des catalogues d'exposition, des photographies de Bishop avec son mari et dans son atelier, des œuvres d'art originales, y compris huit carnets de croquis, des croquis en vrac, des estampes et des études sur les figures à l'aquarelle.
- Le groupe indie américain Unrest sort un EP nommé le Isabel Bishop en 1993, avec la photo de Bishop en couverture.
- L'une des illustrations de Bishop pour Orgueil et Préjugés — d'Elizabeth Bennet lisant une lettre de Jane — figure en bonne place sur la note de £10 honorant Jane Austen. Le billet entre en circulation en 2016[18].